# Ассинские минеральные источники
Ассинские минеральные источники — гидрогеологический памятник природы федерального значения в Белорецком районе Республики Башкортостан. 
На протяжении 2 км по левому берегу ручья Тузелга на поверхность выходит 17 родников, в 14 из которых вода минерализована. Возле источников образовалось соленое болото с минеральной грязью. Родники карстовые. Дебит наиболее мощного родника — 840 л/час. Суммарный дебит остальных источников — около 900 литров в сутки Ассинские минеральные источники находятся у подножья горы Улу-тау. Родники выделяют некоторое количество газа, в составе которого преобладает азот, углекислый газ, кислород, сероводород.
Водоносный горизонт — трещиноватые известняки катавской свиты верхнего протерозоя.

## Химический состав
По гидрохимическому составу вода источников относится к хлоридно-натриево-кальциевому типу. В воде содержатся также ионы сульфата, калий, кремнёвая кислота, железо, литий, стронций, марганец.
По степени минерализации воды родники неодинаковы. В одних вода сильно минерализованная хлоридно-натриевая с температурой около 15 градусов, в другой группе — слабоминерализованная хлоридно-гидрокарбонатная с повышенным содержанием сульфатов и температурой около 8 градусов.

## Исторические сведения
Первое описание — 1889 год, академик Ф. Н. Чернышев. В 1901 году врач Белорецкой больницы Эрман послал пробу воды для анализа в Берлинский Университет. По химическому составу она оказалась близкой к водам известных в Германии Киссенгокских источников.
Ассинские минеральные источники используются в санаторном лечении на курорте Ассы.
Ранее разливалась под торговой маркой «Ассинская».